# Laktaza
Laktaza je enzim koji je potreban za razgradnju mliječnog šećera laktoze. U čovječjem organizmu prirodno se nalazi u sluznici tankom crijevu. Laktaza kida mliječni šećer laktozu na jednostavnije šećere, glukozu i galaktozu.
U slučaju kad laktaze nema dovoljno (hipolaktazija) ili ga uopće nema (alaktazija) u organizmu, nastaje nepodnošenje laktoze (intolerancija). Tada zbog manjka laktaze neprobavljene tvari ne mogu iz tankog crijeva prijeći u krvotok, a laktoza koja se nije razgradila odlazi u debelo crijevo. Tad ju umjesto laktaze razgrađuju crijevne bakterije. Pri tome nastaju plinovi koji mogu prouzročiti brojne zdravstvene probleme: nelagodu, bol, grčeve, nadimanje, mučninu i proljev. Takve osobe smiju piti mlijeko u kojem je laktoza hidralizirana. Često od ovog pate Azijati i Afrikanci.
Zbog toga je čest u dodatcima prehrani. Može ga se komercijalno koristiti u proizvodnji delaktoziranog koncentriranog mlijeka. Ovo mlijeko sirovina je u proizvodnji keksa, bombona, pekarskih i sličnih proizvoda.